# Винифред (Монтана)
Винифред (енгл. Winifred) град је у америчкој савезној држави Монтана.

## Демографија
По попису из 2010. године број становника је 208, што је 52 (33,3%) становника више него 2000. године.
| Група             | 2000.       | 2010.       |
| Белци             | 151 (96,8%) | 196 (94,2%) |
| Афроамериканци    | 0 (0,0%)    | 2 (1,0%)    |
| Азијати           | 0 (0,0%)    | 0 (0,0%)    |
| Хиспаноамериканци | 3 (1,9%)    | 2 (1,0%)    |
| Укупно            | 156         | 208         |